# Alaotra-Mangoro
Alaotra-Mangoro is een regio in het oosten van Madagaskar met een oppervlakte van 31.948 km2 en 973.216 inwoners. Het gebied grenst in het noorden aan Sofia, in het noordoosten aan Analanjirofo, in het oosten aan Vakinankaratra, in het westen aan Analamanga en Betsiboka in het zuidwesten. De hoofdstad van Alaotra-Mangoro is Ambatondrazaka.

## Districten
De regio bestaat uit vijf districten:
- Ambatondrazaka
- Amparafaravola
- Andilamena
- Anosibe An'ala
- Moramanga

## Nationale parken en reservaten
- Andasibe-Mantadiareservaat
- Andasibe  Analamazoatrareservaat
- Nationaal park Zahamena